# Vyskytná nad Jihlavou
Ne doit pas être confondu avec Vyskytná.
Vyskytná nad Jihlavou (en allemand : Gießhübel) est une commune du district de Jihlava, dans la région de Vysočina, en Tchéquie. Sa population s'élevait à 955 habitants en 2024.

## Géographie
Vyskytná nad Jihlavou est arrosée par la Jihlava et se trouve à 7 km à l'ouest-nord-ouest de Jihlava et à 107 km au sud-est de Prague.

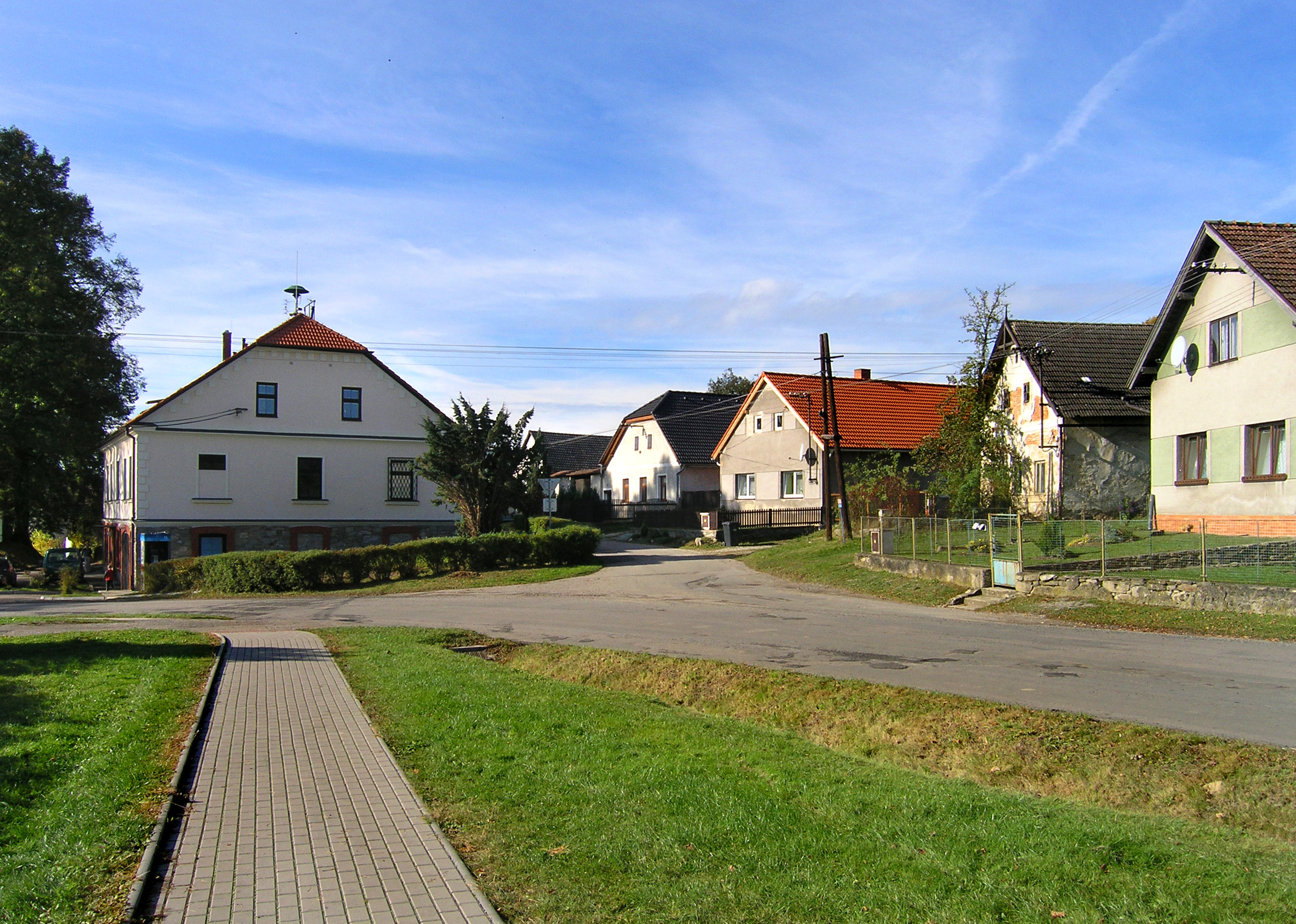
Centre de Vyskytná nad Jihlavou.
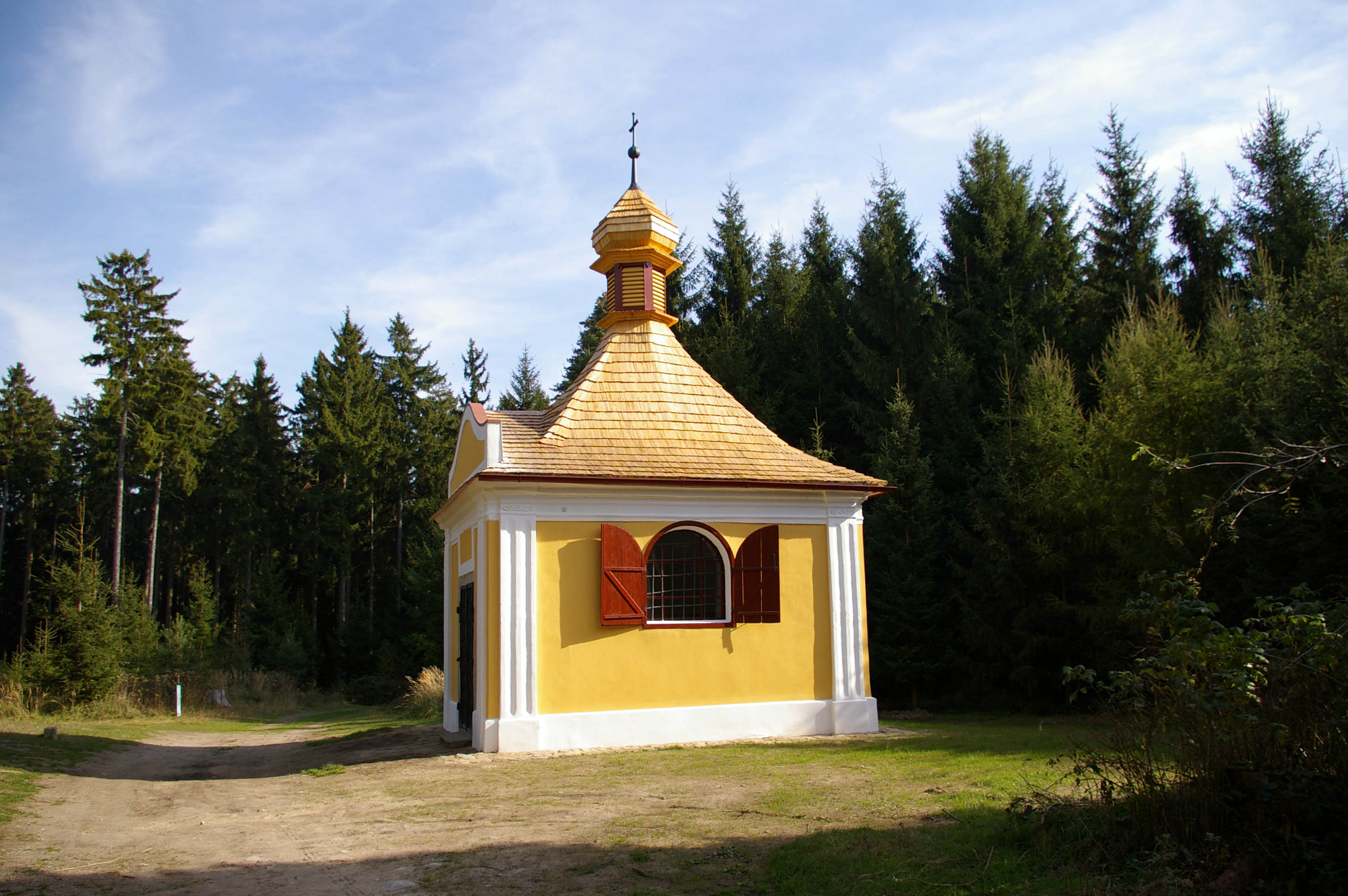
Rounek : chapelle Saint-Antoine de Padoue.

La commune est limitée par Šimanov et Větrný Jeníkov au nord, par Bílý Kámen au nord-est, par Plandry à l'est, par Jihlava au sud-est, par Rantířov et Dvorce au sud, et par Hubenov, Ježená et Zbilidy à l'ouest.

## Histoire
La première mention écrite de la localité date de 1226. Jusqu'en 1949, la commune s'appelait Německá Vyskytná.

## Administration
La commune se compose de quatre sections :
- Hlávkov
- Jiřín
- Rounek
- Vyskytná nad Jihlavou

## Transports
Par la route, Vyskytná nad Jihlavou se trouve à 8 km de Jihlava et à 123 km de Prague.